# 佐久間元輝
佐久間元輝（日语：／ Sakuma Motoki，12月17日—）是一名日本男性聲優，新潟县出身，Kenyu Office所屬。

## 人物
畢業於國際影像媒體專門學校、影像技術學院。
特技是重量訓練，興趣是生存遊戲。

## 演出作品
※粗體字為主要角色。

### 電視動畫
2014年
- 噬魂者NOT！（男學生A、不良B）
- 七大罪（男E）
- 前進吧！登山少女 第2期（登山客們）

2015年
- 七大罪（聖騎士C）
- 哆啦A夢（不良A、男B、叔叔）

2016年
- 漂流武士（重裝兵、卡涅阿德斯兵、歐爾特兵、妖精）

2017年
- 狐妖小紅娘（石金剛）
- Princess Principal（船部）
- 漫威未來復仇者
- 魔法使的新娘（拍賣會場的客人）

2018年
- 銀魂.（大名B、大名、攘夷志士B）
- 中間管理錄利根川（井上）
- 進擊的巨人 Season 3（老人）
- 佐賀偶像是傳奇（主任）
- 傀儡馬戲團（人偶劇 負責人）
- 名偵探柯南（司機、職員）

2019年
- 傀儡馬戲團（村民、翼蜥、男、不良）
- 約定的夢幻島（鬼）
- 逆轉裁判（親父）
- 新幹線變形機器人（見張員）
- 進擊的巨人 Season 3（調查兵、哥頓、士兵）
- 賢者之孫（憲兵）
- 閃亮模力小天才（老師）
- 花牌情緣3（日向良彥、校長、觀眾、龜田精久、運營、裁判）
- Fate/Grand Order -絕對魔獸戰線巴比倫尼亞-（牧場主）
- 我不是說了能力要平均值嗎？（獵人）

2020年
- 妖怪學園Y ～第N類接觸～（桶狹間寬一、莫西干五郎、Mega Mohi Kong、佐羅佐羅機器人）
- 我的英雄學院 第4期（警官、講習生）
- 魔法紀錄 魔法少女小圓外傳（紳士）
- 更多！認真地不認真的怪俠佐羅利（守衛、奇基奇塔爸爸、保鏢、喬）
- 王者天下 第3期（龍川、岳牙、摩論[3]）
- LISTENERS 聆聽者（強壯的男人）
- DECA-DENCE（伊旺）
- 最響Kamizmode！（韓格尼爾、管家）
- 憂國的莫里亞蒂（勞動者B、管家、貴族）
- 炎炎消防隊 貳之章（綾部中隊長）
- 黃金神威 第3期（看守）
- 進擊的巨人 The Final Season（士兵、柯爾特父）

2021年
- 哆啦A夢（青栗屋店主）
- 名偵探柯南（陌生人）
- 王者天下 第3期（丁之、雷土、報告人員2、豪德、汗明兵C、秦軍兵D、秦兵B、岳牙、秦國臣、江亞）
- 最響Kamizmode！（室時津豪謙）
- 約定的夢幻島 第2期（伊威爾克）
- 回復術士的重啟人生（獸人）
- 蠟筆小新（舞者B）
- 憂國的莫里亞蒂（客、布雷納、議長、市警）
- EDENS ZERO 伊甸星原（約翰、警官、伊力加的部下、NPC、部下、班）
- 決鬥大師 KING!（領主）
- 入間同學入魔了！ 第2期（瑪耶瑪羅）

2022年
- 名偵探柯南（巡查）
- 泡泡糖忍戰（手下）
- 通靈王（漢斯·萊海特）
- SPY×FAMILY間諜家家酒（政治家、財務省事務次官、邦德曼的司令官、伊甸學園的數學教師、康復訓練患者、主飼育員、寵物店店員、司機、國家保安局員、伊甸學園教師、〈WISE〉機關員、沃爾遜、懇親會出席者）
- Healer Girl 歌癒少女（北里史郎）
- 更多！認真地不認真的怪俠佐羅利 第3期（特波爾）
- 打工吧！！魔王大人（馬勒布朗克）
- 鏈鋸人（魔人、犯罪者A）
- 機動戰士鋼彈 水星的魔女（投資家）
- 點滿農民相關技能後，不知為何就變強了。（神父）

2023年
- 名偵探柯南（書店店員）
- 蠟筆小新（新聞工作者）
- 擁有超常技能的異世界流浪美食家（冒險者A、警備隊長）
- 銀砂糖師與黑妖精（爺爺）
- 轉生公主與天才千金的魔法革命（德拉古斯·席昂、中長老）
- 我想成為影之強者！（客）
- 我的英雄學院 第6期（自警團、各國大使）
- 進擊的巨人 The Final Season 完結篇（法爾可父）
- 最強陰陽師的異世界轉生記（男）
- 文豪Stray Dogs 4th SEASON（軍警A）
- 海盜戰記 第2期（庫奴特的使者、布羅德、從士）
- EDENS ZERO 伊甸星原 第2期（部下、德拉肯的部下、約翰、賽卡）
- Dr.STONE 新石紀 NEW WORLD（戰士、男）
- 咒術迴戰 懷玉·玉折 / 澀谷事變（村人、一般人、改造人類、官公廳職員）
- 奇異賢伴 黑色天使（貝松）
- 黑暗集會（靈、水子靈、赤子）
- 打工吧！！魔王大人 2nd Season（教師）
- 神明選拔
- SPY×FAMILY間諜家家酒 Season 2（邦德曼的司令官、約瑟夫、殺人屋、電擊棒使、店主、消防士）
- 七大罪 啟示錄四騎士（納布）
- 競速 OVERTAKE!（攝影師）
- 我的推是壞人大小姐。（馬爾塞爾·洛洛）
- 我想成為影之強者！ 2nd season（市民）
- 重生者的魔法一定要特別（阿烏達）

2024年
- 名偵探柯南（刑事）
- 蠟筆小新（白衣男）
- 月光下的異世界之旅 第二幕（歐加斯、構成員）
- 藥師少女的獨語（武官）
- 反派千金等級99～我是隱藏頭目但不是魔王～（魔導師長）
- 婚戒物語（主人）
- 因為不是真正的夥伴而被逐出勇者隊伍，流落到邊境展開慢活人生2nd（托涅德市長、丹達克）
- 通靈王FLOWERS（敵兵）
- 轉生貴族憑鑑定技能扭轉人生～繼承弱小領土後，招募優秀人才打造最強領土～（弗雷迪、廚師、莽漢C、士兵B、兵長）
- 格鬥實況（情侶男性）
- 關於我轉生變成史萊姆這檔事 第3期（五大老C）
- 單人房、日照一般、附天使。（大叔）
- 從Lv2開始開外掛的前勇者候補過著悠哉異世界生活（士兵③）
- 黑執事 寄宿學校篇（學生）
- 王牌酒保 神之杯（客1）
- 怪獸8號（防衛隊幹部）
- 異世界自殺突擊隊（工作人員A）
- 為何我的世界被遺忘了？（参謀、烏爾澤兵）
- 異世界失格（武器店店主、混混）
- 殺手寓言（川平）
- 擅長逃跑的殿下
- FAIRY TAIL魔導少年 百年任務（町人、老父）
- Delico's Nursery（居民、門衛）
- 轉生貴族憑鑑定技能扭轉人生～繼承弱小領土後，招募優秀人才打造最強領土～ 第2期（亨利、弗雷迪、愛德華·格蘭吉恩、町民）
- 蜻蛉高球 第2期（艾瑪的父親）
- 七大罪 啟示錄四騎士 第2期（衛兵）
- 凍牌（西裝男）

2025年
- 名偵探柯南（隊員）
- 凍牌（上班族）
- SAKAMOTO DAYS 坂本日常（黑衣人、男）
- 全修。（司祭、山貓面具、鎮民、伐隊）
- 我獨自升級 Season 2 -Arise from the Shadow-（偵察員、赤岩勇斗）
- 我想蹺掉太子妃培訓（幽靈）
- 地。-關於地球的運動-（助祭、客）
- 一兆＄遊戲（黑龍的側近）
- S級怪獸《貝希摩斯》被誤認成小貓，成為精靈女孩的騎士（寵物）一起生活（洞穴巨人）
- 最弱技能《果實大師》 ～關於能無限食用技能果實（吃了就會死）這件事～（魔物）
- 青春之箱
- 香格里拉·開拓異境～糞作獵手挑戰神作～ 2nd season（NPC男性）
- 異修羅 第2期（鏨之亞尼基茲）
- 來到棒球場捕捉我吧！（保安、大叔A）
- 拜託請穿上，鷹峰同學（數學老師、警察）
- 隨興旅 -That's Journey-（龍神、大叔）
- Classic★Stars – 古典樂★之星（VIP）
- LAZARUS 拉撒路（指揮官）
- 藥師少女的獨語 第2期（工地男）
- 炎炎消防隊 參之章（船員）

### 劇場版動畫
2015年
- 屍者的帝國

2017年
- 午睡公主～不為人知的故事～

2019年
- 紫羅蘭永恆花園外傳：永遠與自動手記人偶（店主）
- 妖怪學園Y 貓也能成為 HERO 嗎（桶狭間カンイチ）
- 劇場版新幹線變形機器人：來自未來的神速阿爾法X（吉村）

2021年
- 銀魂 THE FINAL（記者B）
- 言語如汽水般湧現
- Princess Principal Crown Handler 第2章（秘書）

2023年
- 愛麗絲與特蕾絲的虛幻工廠（工廠作業員A）
- 劇場版 SPY×FAMILY CODE: White（射擊店店主）

### OVA
2015年
- 笨蛋男友（強盗）

### 網路動畫
2022年
- 花園裡的吸血鬼（吸血鬼、村人）

2023年
- PLUTO ～冥王～（誘拐犯）
- 關於我轉生變成史萊姆這檔事 柯里烏斯之夢（薩奧賽的部下）

### 遊戲
2010年
- 三國戀戰記：少女的兵法

2014年
- サウザンドメモリーズ（[4]）

2015年
- 異塵餘生4

2016年
- 刺客任務

2020年
- 人中之龍7 光與闇的去向
- 勇者鬥惡龍X 荊棘巫女與毀滅之神 Online（[5]）
- 最後生還者 第II章
- FAIRY TAIL魔導少年
- 妖怪学園Y 〜ワイワイ学園生活〜（桶狹間寬一、莫西干五郎、Mega Mohi Kong、佐羅佐羅機器人）

2021年
- 決鬥大師PLAY'S（剛撃電磁サイバゴン、機動闘竜メタルクロー、至高神オービタル、無頼電脳スプラッシュアックス、電脳勇騎マグナス）

2022年
- 聖塔神記（[6]）

2023年
- 歧路旅人II

2024年
- 人中之龍8
- 哥布林殺手 另一冒險者 夢魘盛宴

2025年
- 聖火降魔錄 英雄雲集（[7]）

## 外部連結
- 佐久間元輝：Sakuma Motoki 株式会社ケンユウオフィス